# Reprezentacja Czech na Mistrzostwach Europy w Wioślarstwie 2007
Reprezentacja Czech na Mistrzostwach Europy w Wioślarstwie 2007 liczyła 22 sportowców. Najlepszymi wynikami było 1. miejsce w dwójce podwójnej kobiet oraz czwórce bez sternika i ósemce mężczyzn.

## Medale

### Złote medale
dwójka podwójna (W2x): Jitka Antošová, Gabriela Vařeková
czwórka bez sternika (M4-): Michal Horváth, Jan Gruber, Milan Bruncvík, Karel Neffe
ósemka (M8+): Jakub Zof, Jakub Friedberger, Václav Chalupa, Jakub Makovička, Jan Schindler, Milan Doleček, Jakub Hanák, Ondřej Synek, Oldřich Hejdušek

### Srebrne medale
jedynka kobiet (W1x): Miroslava Knapková

### Brązowe medale
dwójka podwójna wagi lekkiej (LM2x): Jan Vetešník, Ondřej Vetešník

## Wyniki

### Konkurencje mężczyzn
- dwójka podwójna wagi lekkiej (LM2x): Jan Vetešník, Ondřej Vetešník – 3. miejsce
- czwórka bez sternika (M4-): Michal Horváth, Jan Gruber, Milan Bruncvík, Karel Neffe – 1. miejsce
- czwórka bez sternika wagi lekkiej (LM4-): Vlastimil Čabla, Ondřej Straka, Jiří Kopáč, Miroslav Vraštil – 5. miejsce
- ósemka (M8+): Jakub Zof, Jakub Friedberger, Václav Chalupa, Jakub Makovička, Jan Schindler, Milan Doleček, Jakub Hanák, Ondřej Synek, Oldřich Hejdušek – 1. miejsce

### Konkurencje kobiet
- jedynka (W1x): Miroslava Knapková – 2. miejsce
- dwójka podwójna (W2x): Jitka Antošová, Gabriela Vařeková – 1. miejsce